# 沃土广场
沃土广场（Place des Terreaux）是法国里昂市中心的一个广场，位于罗纳河与索恩河之间的半岛，克鲁瓦鲁塞山麓的第一区。这个广场所在的整个地区被联合国教科文组织列为世界遗产。

## 位置
沃土广场的四面分别是：
- 东侧：里昂市政厅
- 南侧：圣皮埃尔宫（美术馆）
- 西侧：一个画廊
- 北侧：民用建筑物标志克鲁瓦鲁塞山山坡的开始

## 图片

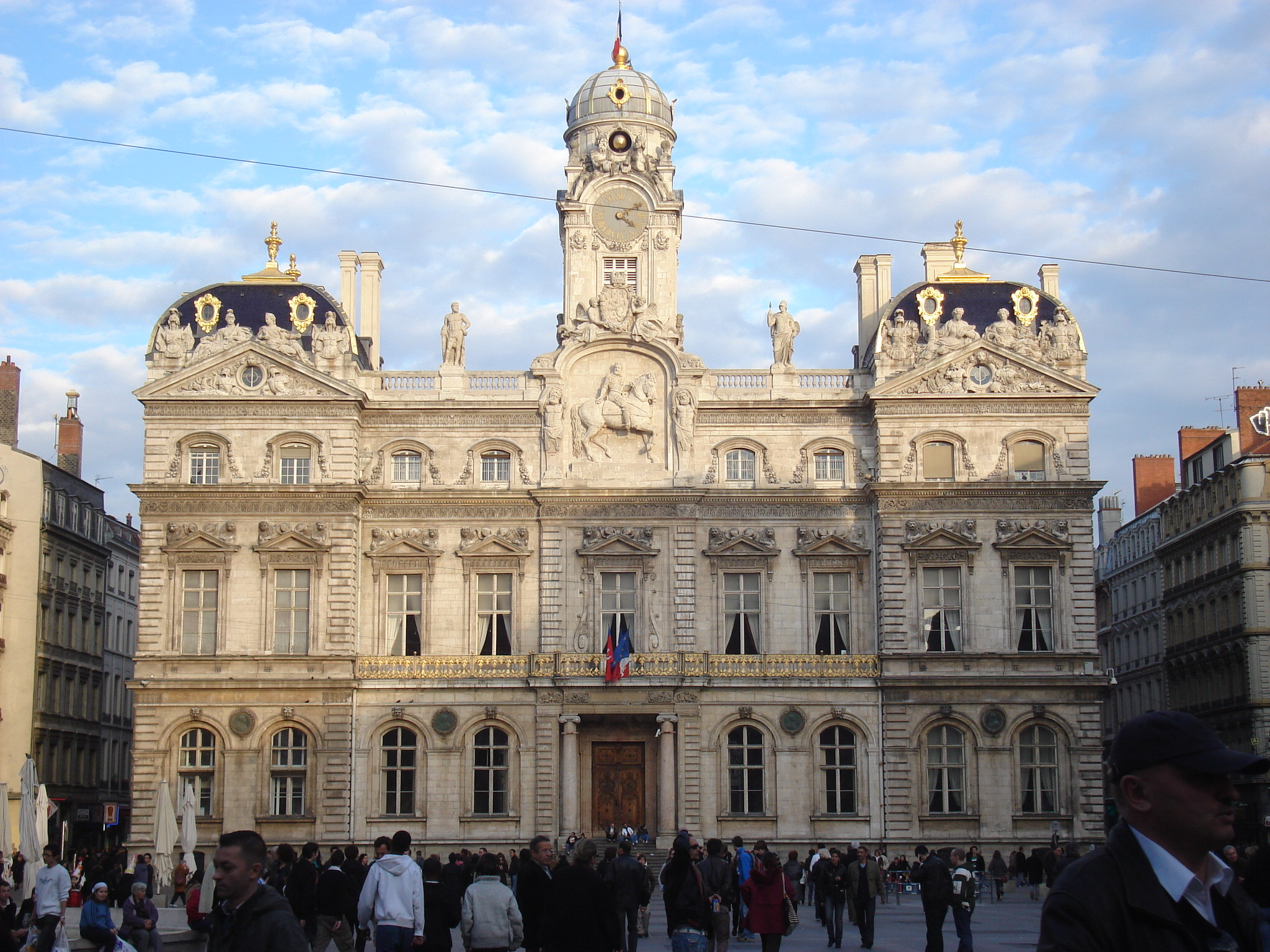
里昂市政厅
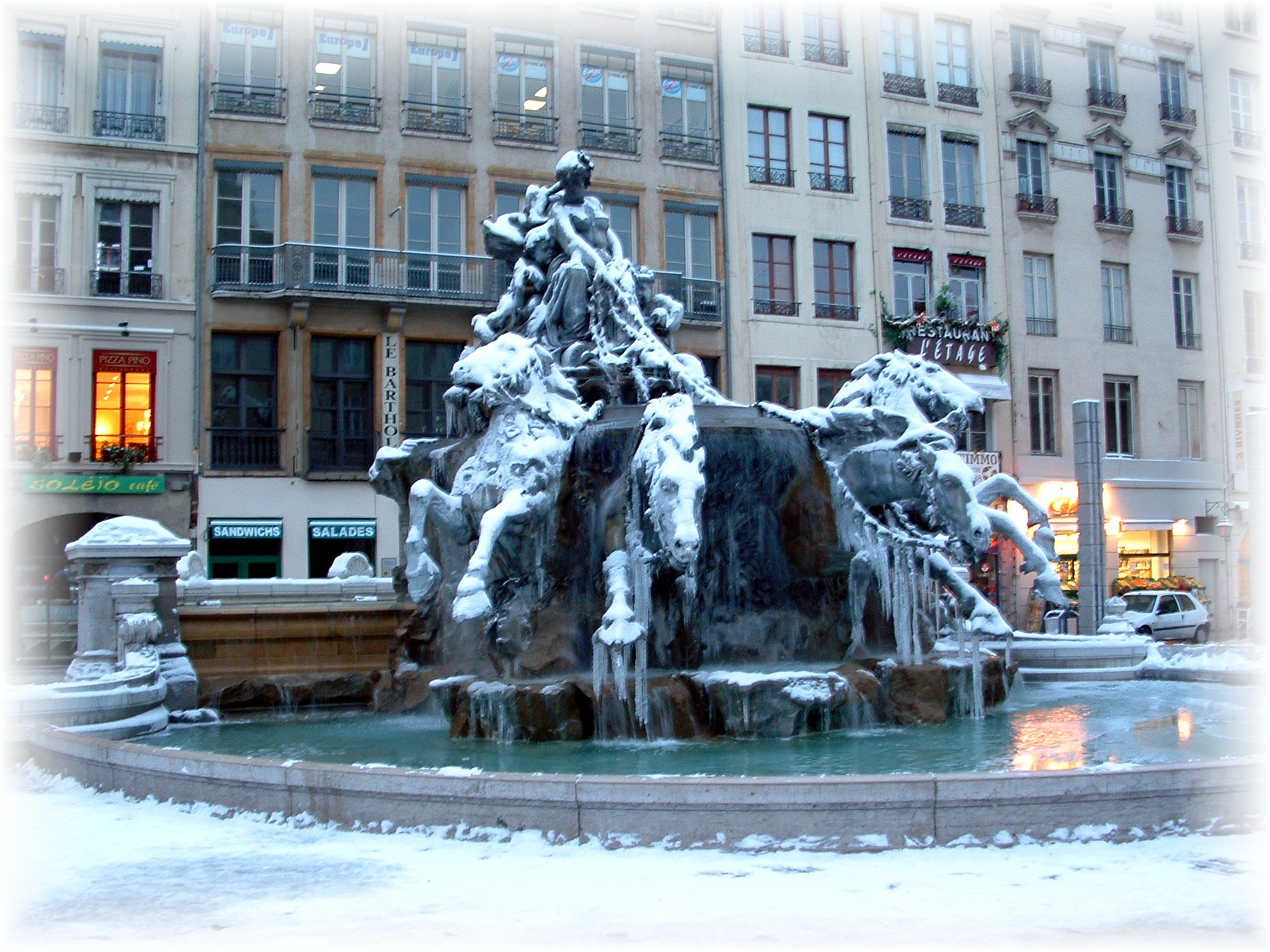
喷泉
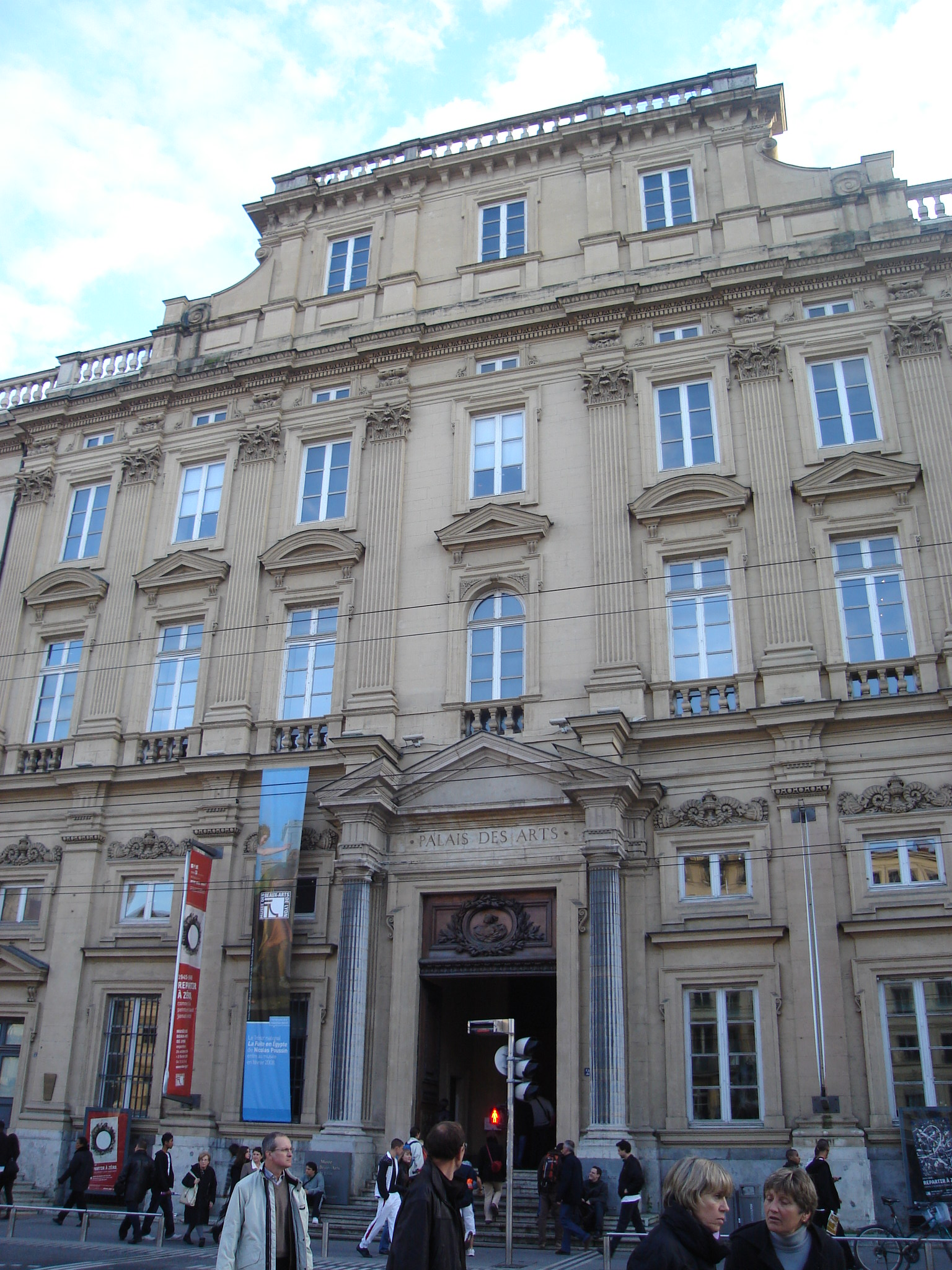
圣皮埃尔宫
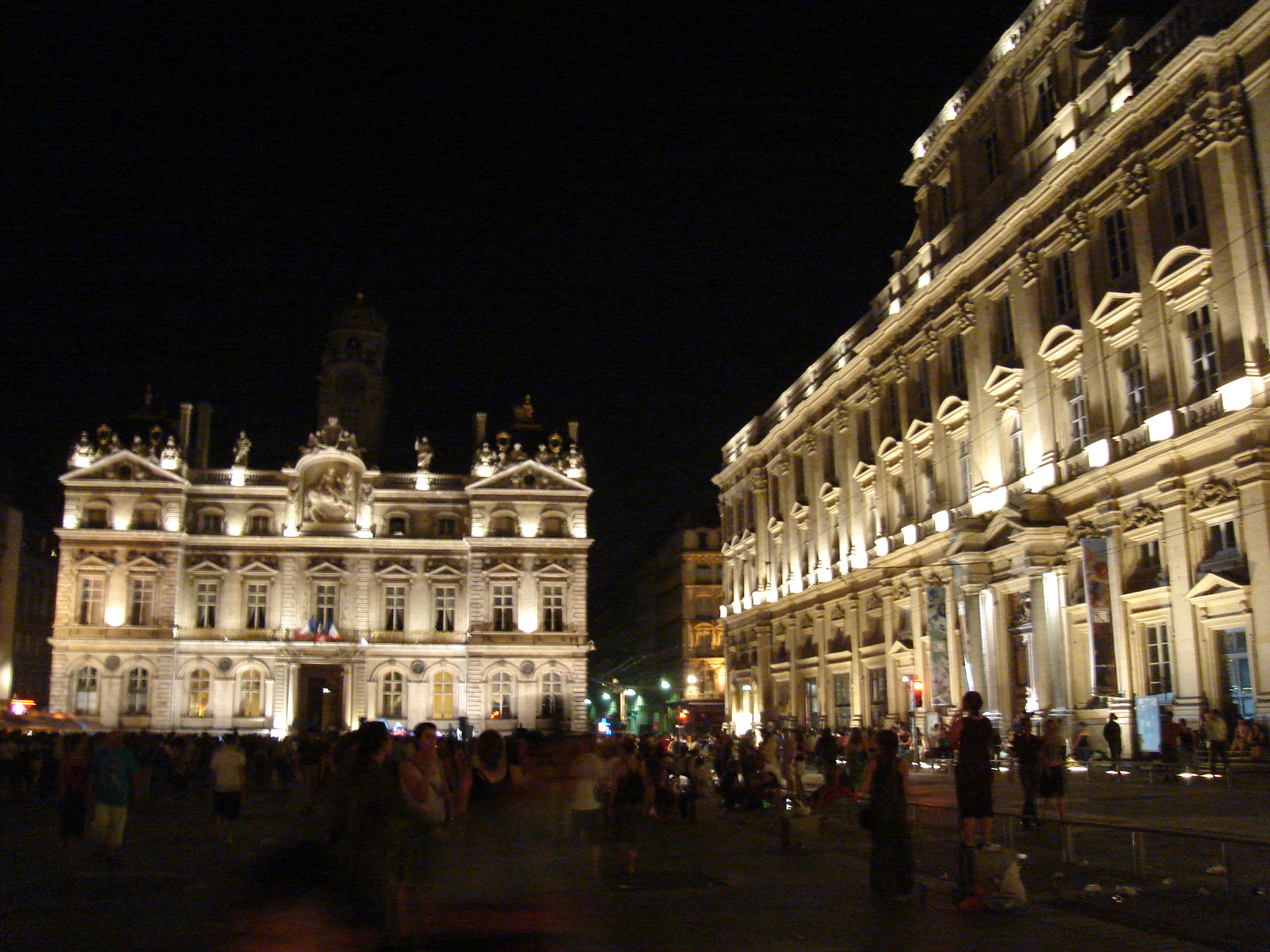
夜间